# Aerosmith: Quest for Fame
Pour les articles homonymes, voir Aerosmith (homonymie).
Aerosmith: Quest for Fame est un jeu de rythme développé par Virtual Music Entertainment et édité par Namco, sorti en 1997.

## Accueil
- PC Team : 18/20[1]